# جون الثالث من نابولي
جون الثالث (توفي أواخر 968/ أوائل 969) كان أطول دوقات نابولي حكمًا بين عامي 928-968. كان ابن وخليفة مارينوس الأول.